# ドナネマブ
ドナネマブ（英: Donanemab、USAN; 開発コードLY3002813）は、アルツハイマー病の初期症状を治療するために試験中の生物学的製剤である。アルツハイマー病は、処置法も治療法も確立されていない。ドナネマブは、イーライリリー社の最初の2つの治験で肯定的な結果を示した。ドナネマブは、イーライリリーが開発した薬剤で、さまざまな状態のアルツハイマー病の治療薬として、過去および現在の臨床試験で使用されている。N3pGとしても知られるドナネマブは、骨髄で産生される異常なタンパク質であるアミロイドβ（Aβ）を標的とする、マウスで産生された抗体である。アルツハイマー病の原因はまだ不明であるが、アミロイド病理学の大きな進歩により、Aβペプチドの量とアルツハイマー病の発症との関係が明らかになっている。Aβペプチドは脳内に沈着し、過剰になると互いに結合してタンパク質プラークを形成する。ドナネマブは、このタンパク質プラークを標的とし、脳内で負担となる余分なタンパク質を除去する。

## 開発
ドナネマブは、同社の研究所で行われた生物学的起源に基づいて開発された。ヒト化抗体の作成には、胎生期でDNAを注入したトランスジェニックマウスを使用した。使用されたマウスは、ヒトにより類似した遺伝子配列に改変されており、ヒトが産生するものと遺伝的に類似した抗体が産生された。ドナネマブを作成するその抗体を作るために、免疫応答を誘発する非自己細胞である特異的な抗原をマウスに注射した。白血球は抗原を破壊するために作られる。白血球の一種であるB細胞は、抗原に結合して破壊するための抗体を産生する。次に、産生された抗体をマウスから採取し、がんのB細胞と融合させた。このハイブリッド細胞はモノクローナル抗体を産生し、B細胞の機能と骨髄腫のように長い寿命を備えた薬剤ドナネマブとして使用される。

## ドナネマブとアミロイドβペプチド
近年のアミロイドイメージング技術の改善により、細胞外の過剰なAβペプチドがアルツハイマー病の発症につながることがわかってきた。Aβペプチドが過剰に産生されると、脳の特定の部分にプラークが形成され、神経細胞の伝達が妨げられる。ドナネマブは、可溶性および不溶性のプラークの形成を攻撃し、病気の進行を遅らせる。

## 臨床試験

### 第I相試験

#### 一次研究
米国と日本では、リリーが2013年5月から2016年8月まで第I相試験を実施した。この研究は、アミロイドPETスキャンが陽性の、軽度のアルツハイマー病患者を対象に行われた。100名の被験者に、月4回までドナネマブを静脈内注射した。第I相試験は、さまざまな試験で1つの対照群を使用する多腕試験であった。肯定的な結果は、患者の脳内で過剰なミロイドタンパクががありアルツハイマー病の初期兆候を示している。毎月、0.1 mg/kgから10 mg/kgの用量が、平均年齢74歳の男性と非妊娠女性に注射された。有害事象によりリリーが試験を変更するまでに1月あたり最大4回の注射が行われ、注射の回数を月あたり最大8回まで、患者への投与量を0.1 mg/kgから0.3 mg/kgに増やされた。投与量の変更に伴って被験者も減少し、書類上のボランティアが37名、結果が公開されている被験者が9名となった。投与量の変更に伴って被験者も減少し、書類上のボランティア37名が患者9名となり、結果が一般に公開されたことと関係していた。
リリーは、治療を受けた37人の患者と、プラセボを受けた12人のボランティアに有害事象があったことを明らかにした。ドナネマブの最高用量を血中に注入することで、脳内のプラーク負担の影響を軽減させた。全体として、より高い投与量が脳内のタンパク質プラークを40％減少させるという結果を得られた。単回投与をしたとき有害症状はなかった。ドナネマブは非常に免疫原性が高く、注入した元の抗体の効果を高める免疫応答を起こすことがわかった。複数回投与された次の試験では、6名の患者に悪寒、顔面紅潮、めまい、発疹、発熱などの急性輸液反応が見られた。ARIA-Eの患者はいなかったが、ARIA-Hの場合、脳内に小さな出血を残すケースがあった。ARIA-Hの2例は無症候性であった。ほとんどの人は、10日間の短い半減期で、薬の効果を低下させる抗薬物抗体を作っていた。

#### 二次研究
第2次の第I相試験は、2015年12月に米国と日本で実施された。このフェーズでは、標本数を50人増やして150人の被験者が参加した。その方法は、最初に行った研究に対して変更された。この試験では3種類の異なる投与計画が用いられた。1番目は10、20、40 mg/kgの単回投与、2番目は10 mg/kgを隔週で24週間投与、3番目は10または20 mg/kgを毎月16ヶ月間投与する。被験者は、プラセボ群と実験群のどちらかに、3:1の比率で無作為に選択された。この試験の目的は第1次と同じで、主に脳アミロイド斑の減少に対する有効性を測定した。
投与量の増加に伴い、症候性ARIA-Eを経験する患者の割合が増加し、患者の4人に1人の割合となった。また、ドナネマブにとって自己抗体が問題となっており、薬剤を非自己細胞として認識し、身体が薬剤に対抗するようになった。自己抗体に該当する抗薬物抗体は、ほぼすべての患者で産生された。この試験では、アミロイドPETスキャンが陰性になったことで、月1回の投与を16カ月間続けた患者で良好な結果が示され、2019年8月に試験は終了した。

### TRAILBLAZER-ALZ
第II相試験は、第1相試験とは系統的に異なり、期間、ドナネマブの量、患者数が変更された。毎月72週にわたって、ドナネマブを血流中に注入する量が増加した。ドナネマブを注入した患者とプラセボを注入した患者は等しくなり、合計257名の患者で1：1に近い比率が作成された。最初の3回は700 mg、その後はすべての投与で1回ごとに1400 mgのドナネマブが注入された。また、PETスキャンも脳内のプラークの量を測定するために使用された。TRAILBLAZER-ALZは、無作為化されたプラセボ対照群を改善するために使用された方法である。それはドナネマブの安全性と有効性を評価した。
この試験は、アミロイドカスケードの別々の部分を標的とする、リリーの2つの実験薬を組み合わせたものである。この第II相試験の目的は、ドナネマブの単独投与およびリリーのBACE阻害剤LY3202626と併用した18カ月間の安全性、忍容性、有効性を確認することであった。このBACE阻害剤は経口で投与され、静脈注射であるドナネマブと比較された。ドナネマブのみを服用している患者と、リリーの薬剤の両方を服用している患者の比較を効果的に見るために、3つのグループに分けて研究することによって効果的に達成された。1つはドナネマブ注射とリリーのBACE阻害剤の経口投与の両方を行うグループ、もう1つはドナネマブ注射のみを行うグループ、そしてプラセボグループである。これは、少なくとも6ヶ月間の記憶力低下があり、CogState Bridging Testで一定以上のスコアを得た375人を登録する計画であったが、最終的に257人の参加となった。ドナネマブ服用時の薬物有害反応（ADR）の概観では、スコアはプラセボ群とほぼ同様であり、有意差は見られなかった。ARIA-Eの症例があったが無症状であり、第I相試験で見られた症候性患者よりも改善されていた。2018年10月、リリーはドナネマブの試験を継続し、BACE阻害剤の試験を中止することを決定した。2021年にTRAILBLAZER-ALZ試験が完了し、ADの発症を遅らせるという点でドナネマブが現在成功していることが示されているが、副作用は依然として問題であり、さらなる研究が必要である。

#### 結果
認知機能や日常生活能力が向上したことで、プラークレベルの低下が強調された。第II相試験は、その効果やデータを詳細に分析することなく、当初は有望な結果を示していた。プラセボ群とドナネマブを投与された患者との間で、結果に実質的な違いはないと結論づけられた。第II相試験の後、ドナネマブは試験プロセスを中止した。

### 第III相試験
2020年10月から11月にかけて、リリーはTRAILBLAZER-ALZを拡張して2回目の試験を行い、2023年に前半の結果を発表することを目指している。彼らは、カナダ、オランダ、ポーランドを含むように標本グループを拡大している。本試験は、これらの国の87の施設で実施される。

## ドナネマブによる脳浮腫の発生
ドナネマブを大量に投与した場合、患者は脳の腫れ、すなわち脳浮腫が見られた。脳浮腫は一般的にARIA-Eとして知られており、無症状の患者もいれば症状のある患者もいる。症状のある患者の大部分は吐き気を感じたために薬を中止した。

## 歴史
- 2023年
  - 1月19日 - イーライリリーは、「ドナネマブ」についてFDAが迅速承認を認めなかったと発表した[11]。